# 奚志农
奚志农（1964年—），云南大理巍山县人，中国野生动物摄影家和环保主义者，因为他在野生动物摄影和保护领域出色的工作和突出的贡献而在中国摄影界和环保界享有极高声誉。
奚志农先后供职于昆明教育电视台、中央电视台《动物世界》、《东方时空》等媒体。他曾经在1990年代成功阻止了云南省德钦县砍伐白马雪山原始森林的计划，保护了栖息在该县的数百只滇金丝猴；跟踪拍摄了青海可可西里地区藏羚羊盗猎和民间志愿组织野牦牛队的反盗猎活动；2000年后他创办了民间机构野性中国，并利用其代言的佳能品牌照相機所得的代言酬勞开创中国野生动物摄影训练营计划，通过推广和训练野生动物摄影来推进中国的野生动物和环境保护事业。由于奚志农拍摄了众多出色的野生动物影像作品，并全身心地致力于野生动物保护事业，他曾多次获得摄影和环保大奖。

## 生平

### 早年经历
少年时代的奚志农对野生动物很有感情，尤其喜欢鸟类，据他本人回忆，1979年鸟类学家郑作新在《中国青年报》发表的“致全国青年的一封信”引起了他对鸟类的强烈兴趣，促使他走进野生动物摄影和保护的世界。1983年，奚志农参加了云南大学的鸟类考察队伍，并参与了记录片《鸟儿的乐园》的拍摄，这是奚志农第一次接触野生动物摄影，随摄影队工作期间奚志农目睹传统野生动物摄影对鸟类生活产生的严重影响，对于栓鸟拍摄、惊鸟拍摄等摄影手段深感不满，这反而驱使他对野生动物摄影产生了浓厚的兴趣，并催生了他“不能干扰动物生活”的摄影理念。1984年至1986年期间，身为学生的奚志农利用假期多次回到家乡巍山，进行鸟类迁徙的研究，在他的推动下中国全国鸟类环志中心在云南巍山设立了一个鸟类环志站点，至今这里仍然是中国唯一的一个由民间人士推动建立的鸟类环志站点。
在此期间除了推动鸟类环志工作，奚志农还将他在考察过程中观察到的一些现象写成考察报告，通过多种途径发表，推动了云南当地立法禁止当地居民捕杀迁徙候鸟。

### 拍摄与保护滇金丝猴
1989年至1990年，从学校毕业的奚志农进入昆明教育电视台，在那里他策划、拍摄和制作了《母亲河在呼唤》、《心声》等环保主题的专题片，引起了人们对盘龙江水质恶化和鸟类保护的关注。奚志农在这一阶段的工作是中国最早向公众宣传环境保护理念的努力之一。
1990年，奚志农成为中央电视台《动物世界》的摄影师，《动物世界》是当时中国最有影响的野生动物专题节目。作为摄影师奚志农两次进入滇南大围山自然保护区和滇西北的独龙江拍摄野生动物，在云南的拍摄过程中他看到了许多非法捕猎野生动物的行为，使他坚定了通过镜头唤醒人们环境保护意识的信念。在动物世界期间，奚志农摄制了《雾海绿洲》、《懒猴》等优秀记录片。
1992年在云南省白马雪山国家级自然保护区世界自然基金会启动了一项为期三年的滇金丝猴研究计划，奚志农离开了《动物世界》，跟随研究团队进入雪山拍摄滇金丝猴的活动，而在此之前，人们甚至没有拍摄过一张清晰的滇金丝猴图片。经过三年的努力，奚志农拍摄出了记录片《追寻滇金丝猴》，这部片子是人类第一次用摄影机记录了滇金丝猴的活动状况，不仅具有非常重要的学术价值，而且具有极高的艺术价值，同时也是进行环境教育的良好教材，之后，这部片子在日本、美国、加拿大的多个电影节、电视节上获得大奖。
1995年，任职于云南省林业厅的奚志农获悉德钦县为了解决财政上的困难，决定砍伐白马雪山自然保护区南侧的一百平方公里原始森林，该区域是200只滇金丝猴的活动范围。为挽救这片森林，奚志农多方奔走但均未果，不得已之下他联系了环保作家唐锡阳，致信国务委员宋健，并将此事披露媒体，包括中央电视台、中央人民广播电台、《中国环境报》、《中国林业报》、《中国青年报》、《北京青年报》等媒体都对此事作出报道，自然之友等民间组织也纷纷表示支援，最终中止了德钦县的商业砍伐计划。
保护滇金丝猴的事迹使奚志农成为中国知名的环保人士，甚至成为中国环保事业的代表人物之一，同时也使他失去了在云南省林业厅的工作，所幸中央电视台《东方时空》栏目邀请奚志农加入，1996年5月他成为东方时空的一名记者。

### 拍摄与保护藏羚羊
在《东方时空》期间，奚志农依然关注野生动物和环境保护事业，1997年他深入可可西里无人区对“野牦牛队”进行了20天的跟踪拍摄，采集了大量关于藏羚羊盗猎和反盗猎的影像资料，并制作了记录片在东方时空播出，这是第一个全面、真实地表现藏羚羊现状和反盗猎行动的电视节目。节目播出后奚志农继续追踪藏羚羊盗猎的状况，与妻子一道收集资料，撰写了关于藏羚羊盗猎、贩运、贸易情况的报告，为媒体深入报道提供了切实的资料，同时他还努力推动社会上的藏羚羊保护运动，他成功地撮合了自然之友、世界自然基金会、国际爱护动物基金会在藏羚羊保护领域的合作，促成了关于藏羚羊保护和制止藏羚羊绒贸易的国际研讨会，创办了关注藏羚羊保护的 藏羚网。
可可西里的经历促使奚志农最终离开东方时空栏目组，全身心地投入环境保护事业，在辞职后，他再次深入可可西里，跟踪拍摄野牦牛队的反盗猎工作。

### 绿色高原
1998年后，奚志农离开中央电视台成为一个全职野生动物摄影师，1999年4月他与妻子一道返回云南，创办了非政府组织“绿色高原”，致力于推动云南的环境保护事业，在此后的时间里奚志农通过绿色高原先后举办了“绿色生活承诺——2000年地球日中国·昆明行动”“滇西北第一届自然保护教育教师培训班”“滇西北保护与发展规划项目”“梅里雪山保护与发展国际研讨会”等环境保护、社区发展的活动，有效地推动了云南的环境保护事业。

### 野性中国
2001年奚志农提议创办一家以野生动物和自然摄影为主要活动内容，致力于推动中国自然环境保护和野生动物保育的机构，2005年野性中国在北京动物园开始实际运作。野性中国的宗旨是「抢救性地记录中国的濒危物种和自然环境的变迁，提高公众和政府的自然保护意识，推动中国自然历史题材影像的发展」，口号是用影像保护自然。2005年，奚志农捐出他代言佳能摄影产品的酬金，全部用于购买摄影装备，开设中国野生动物摄影训练营，向无力购置摄影装备和接受专业摄影训练的野生动物工作者、研究者和摄影师提供装备和专业指导，通过他们在中国推广野生动物摄影，藉此提高人们对野生动物保护的关注度。

## 作品
- 纪录片《神秘的滇金丝猴》
- 纪录片《雾海绿洲》
- 纪录片 《懒猴》
- 摄影作品 《不能只剩下人》
- 摄影作品 《滇金丝猴》

## 获得荣誉
- 1990年 摄影作品《不能只剩下人》获“奥林杯”全国摄影大赛铜牌奖
- 1992年 记录片《雾海绿洲》获首届中国电视节目评选展播一等奖及摄影奖
- 1993年 记录片《懒猴》获当年中国电视奖飞跃奖一等奖
- 1998年“柯达杯”《中国摄影》98年度专业反转片优秀摄影师
- 2000年 获由国家环保总局颁发的中国环境保护最高荣誉奖——“地球奖”
- 2001年 摄影作品《滇金丝猴》获英国BG野生动物摄影年赛“濒危动物类”大奖
- 2002年 纪录片《追寻滇金丝猴》获第12届英国自然银幕电影节TVE奖。
- 2003年 获全国保护母亲河行动领导小组授予为保护母亲河、保护生态环境做出卓越贡献的“母亲河奖”
- 2003年 纪录片《追寻滇金丝猴》获第11届东京“地球映像”电影节优秀影片奖
- 2003年 纪录片《追寻滇金丝猴》入围第26届美国蒙大拿“国际野生动物电影节”
- 2003年 纪录片《追寻滇金丝猴》获第6届“日本国际野生动物电影节”最佳亚太地区影片奖。
- 2003年 受邀担任第6届“日本国际野生动物电影节”评委。
- 2004年 获评为2004中国摄影传媒大奖年度摄影人物
- 2004年 被云南省环保局聘为“云南省环境大使”